# Anthony Peterson
Anthony Wayne Peterson (Cleveland, 23 gennaio 1972) è un ex giocatore di football americano statunitense che ha giocato nel ruolo di linebacker per la maggior parte della carriera coi San Francisco 49ers della National Football League (NFL). Fu scelto nel corso del quinto giro (153º assoluto) del Draft NFL 1994 dai 49ers. Al college ha giocato a football all’Università di Notre Dame.

## Carriera professionistica
Peterson fu scelto nel corso del quinto giro del draft 1994 dai San Francisco 49ers. Nella sua stagione da rookie giocò 15 partite, nessuna delle quali come titolare, arrivando a vincere il Super Bowl XXIX battendo in finale i San Diego Chargers. Anthony passò tutta la carriera coi Niners tranne una parentesi coi Chicago Bears nel 1997, facendo ritorno in California l'anno successivo. Si ritirò dopo la stagione 1999.

## Vittorie e premi
- Super Bowl : 1 Vincitore del Super Bowl XXIX

## Statistiche
| Partite totali      | 87  |
| Partite da titolare | 1   |
| Sack                | 1,0 |
| Fumble recuperati   | 1   |